# Çomaxtur
Çomaxtur är en ort i Azerbajdzjan.   Den ligger i distriktet Nachitjevan, i den västra delen av landet, 400 km väster om huvudstaden Baku. Çomaxtur ligger 802 meter över havet och antalet invånare är 3 050.
Terrängen runt Çomaxtur är huvudsakligen platt, men österut är den kuperad. Närmaste större samhälle är Qıvraq, 19,2 km sydost om Çomaxtur.
Trakten runt Çomaxtur består till största delen av jordbruksmark. Runt Çomaxtur är det ganska tätbefolkat, med 90 invånare per kvadratkilometer.